# Sally Miehe-Renard
Sally Miehe-Renard (* 26. Juni 1997 in Gentofte) ist eine dänische Schauspielerin.

## Leben
Sally Miehe-Renard wuchs als drittes und jüngstes Kind des Schauspieler-Ehepaares Martin Miehe-Renard und Karin Jagd gemeinsam mit ihren zwei älteren Brüdern Oliver (1989–2021) und Malthe (* 1991) in Gentofte auf. Bereits als 15-Jährige wirkte sie erstmals in einem Spielfilm mit. Nach ihrem Schulabschluss begann sie zunächst ein Studium im australischen Adelaide.
Nach ihrer Rückkehr nach Dänemark begann sie eine professionelle Schauspielausbildung an Den Danske Filmskole. Seit 2018 hat sie als Schauspielerin vor der Kamera in bislang mehreren Filmen und Serien mitgewirkt. Neben ihrer Tätigkeit als Schauspielerin ist sie auch als Drehbuchautorin aktiv. Zudem ist sie als Synchronsprecherin für Animationsfilme und Zeichentrickfilme aktiv.
Sie lebt in Kopenhagen.
Die grönländische Politikerin Asii Chemnitz Narup ist ihre Tante 3. Grades.

## Filmografie (Auswahl)
- 2012: Min sosters born - alene hjemme
- 2018: Fugle (Kurzfilm)
- 2020: Frederik IX. (Miniserie)
- 2021: Das Bombardement
- 2022: The Dreamer: Becoming Karen Blixen
- 2022: Väter und Mütter
- 2023: The Nurse (Fernsehserie)
- 2024: Bedste
- 2024: Bullshit (Miniserie)